# 传音控股
深圳传音控股有限公司（上交所：688036，简称：传音控股）是一家中国智能手机制造商，总部位于中国深圳。

## 历史
2006年7月成立于香港，担任波导海外市场负责人的竺兆江离开波导创立传音，在上海设有技术中心。公司避开了激烈竞争的亚太和欧洲市场，转而攻略未被开发的第三世界，并根据南亞非拉特点设计个性化手机。根据国际数据集团数据，2016年传音旗下各品牌手机在非洲市场的总占有率为38%，排名第一。
目前也进军中东、南亚、东南亚地区。2019年9月30日在上海证券交易所科创板挂牌上市。

## 品牌
旗下手机品牌有Tecno、itel、Infinix和Spice，配件品牌Oraimo，家电品牌有Syinix。